# Бернард, Расс
Расс Бернард (H. Russell Bernard; род. 12 июня 1940, Нью-Йорк, Нью-Йорк) — американский культурный антрополог, специализирующийся в области технологий, социальных изменений и лингвистики. Доктор философии (1968), эмерит-профессор Университета Флориды и директор (с 2015) и профессор Института социальных исследований (ISSR) Университета штата Аризона. Член НАН США (2010). Лауреат Franz Boas Award от American Anthropological Association (2003).
Окончил Queens College, New York (бакалавр антропологии/социологии, 1961) и Иллинойский университет (магистр, 1963). В последнем же получил докторскую степень по культурной антропологии. С 1979 года профессор и до 1990 года завкафедрой антропологии Университета Флориды, с 2007 года эмерит-профессор.
Проводил полевые исследования в Греции, Мексике и США. Заслуженный член American Anthropological Association (2012). Подготовил многих учеников. Женат.
Экс-редактор Human Organization (1976—1981) и American Anthropologist (1981—1989).
Основатель и редактор (с 1999) журнала Field Methods.
Книги: Research Methods in Anthropology: Qualitative and Quantitative Approaches (6th edition, Rowman & Littlefield, 2018), Social Research Methods (2d edition, Sage Publications 2012), Analyzing Qualitative Data: Systematic Approaches (2d edition, Sage Publications, 2016), Native Ethnography (Sage Publications, 1989). Соредактор Handbook of Methods in Cultural Anthropology (Second Edition).